# Conus fulvocinctus
Conus fulvocinctus é uma espécie de gastrópode do gênero Conus, pertencente a família Conidae.